# Fushimi Hiroyasu
Fushimi Hiroyasu (伏見宮博恭王, Fushimi-no-miya Hiroyasu ō) (16 octobre 1875 à Tokyo- 16 août 1946), membre de la Maison impériale du Japon, est chef d'état major de la marine impériale japonaise de 1932 à 1941.

## Carrière militaire
Le prince Fushimi quitte le Japon pour l'Allemagne en 1889; il étudie à l'Académie navale de la Kaiserliche Marine de 1892 à 1895. Il parle couramment l'allemand. Il sert comme lieutenant commandant lors de la guerre russo-japonaise de 1904-05. Il est blessé durant la bataille de la mer Jaune en août 1904.
Après avoir été officier sur les croiseurs Niitaka, Naniwa, et Nisshin ainsi que sur le cuirassé Okinoshima, il étudie en Grande-Bretagne de 1909 à 1910 puis retourne au Japon pour assurer le commandement des croiseurs Takachiho, Asahi et Ibuki. Il est promu vice-amiral en 1916 et amiral en 1922 et nommé au conseil de guerre suprême à partir de 1920.
À l'occasion de sa visite, le 25 janvier 1910, le roi Édouard VII (1901-1910) nomme deux Chevaliers grand-croix de l'ordre royal de Victoria (GCVO) : le fils du mikado du Japon et Louis de Ligne, ambassadeur extraordinaire d'Albert Ier roi des Belges (1909-1934).
Fushimi soutient l'annulation du Traité naval de Washington et encourage la constitution d'une flotte plus importante. Il devient chef d'état-major de marine impériale japonaise le 2 février 1932, succédant à l'amiral Kiyokazu Abo.
Lors de son mandat comme chef d'état-major, le Service aérien de la Marine impériale japonaise procède au bombardement stratégique des grandes villes chinoises comme Shanghai et Chongqing. Le bombardement de Nanjing et de Guangzhou, qui débute les 22 et 23 septembre 1937, entraîne la condamnation internationale de l'empire du Japon et une résolution de blâme contre le Japon du comité aviseur de l'Extrême-Orient de la Société des Nations.
Comme chef d'état-major, il soutient l'avance au sud et notamment l'invasion de l'Indochine française et des Indes néerlandaises mais exprime des réserves au sujet du Pacte tripartite lors de la Conférence Impériale du 19 septembre 1940. Il démissionne de son poste le 9 avril 1941.

## Galerie

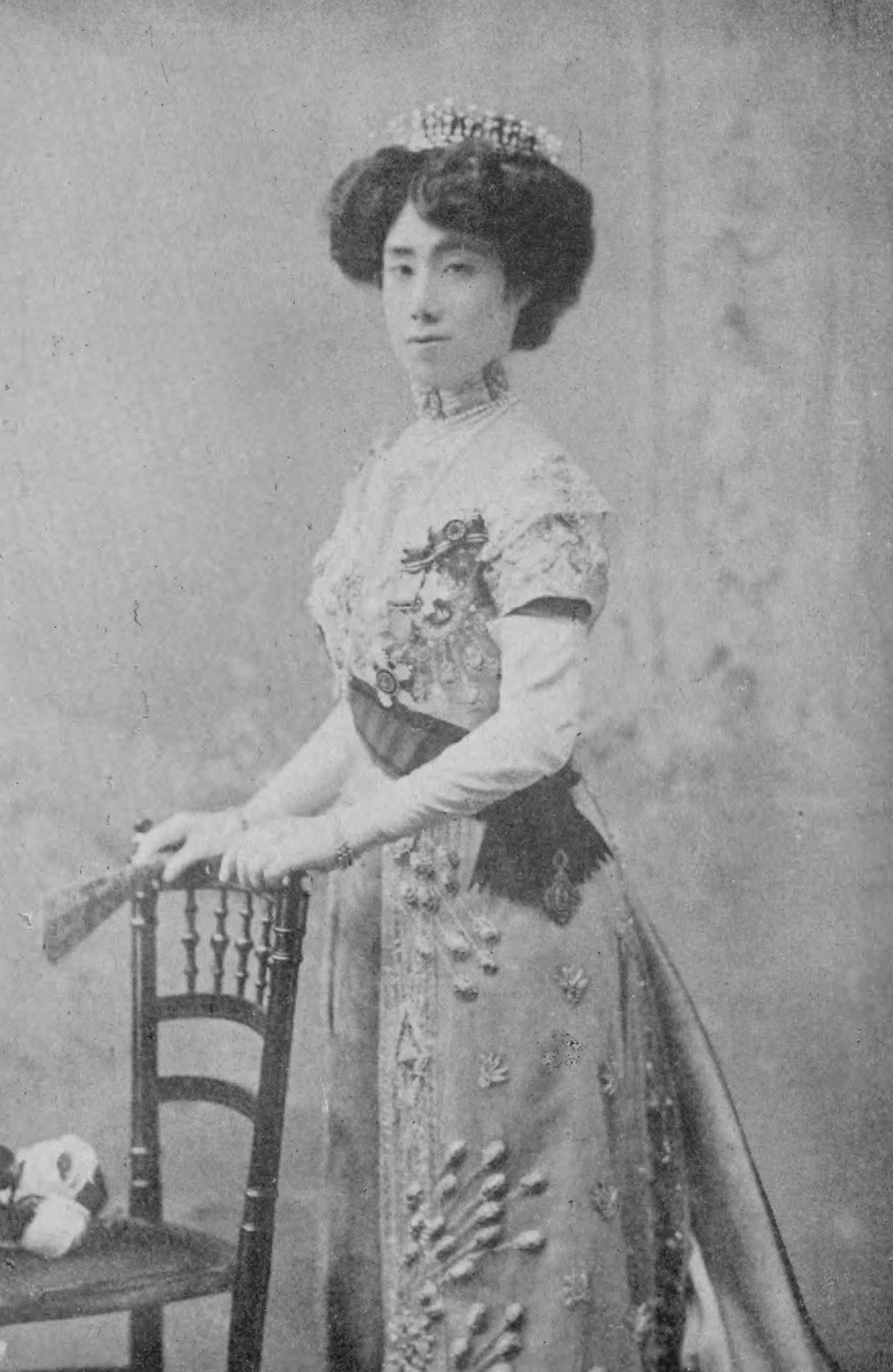
Princesse Fushimi Tsuneko, épouse
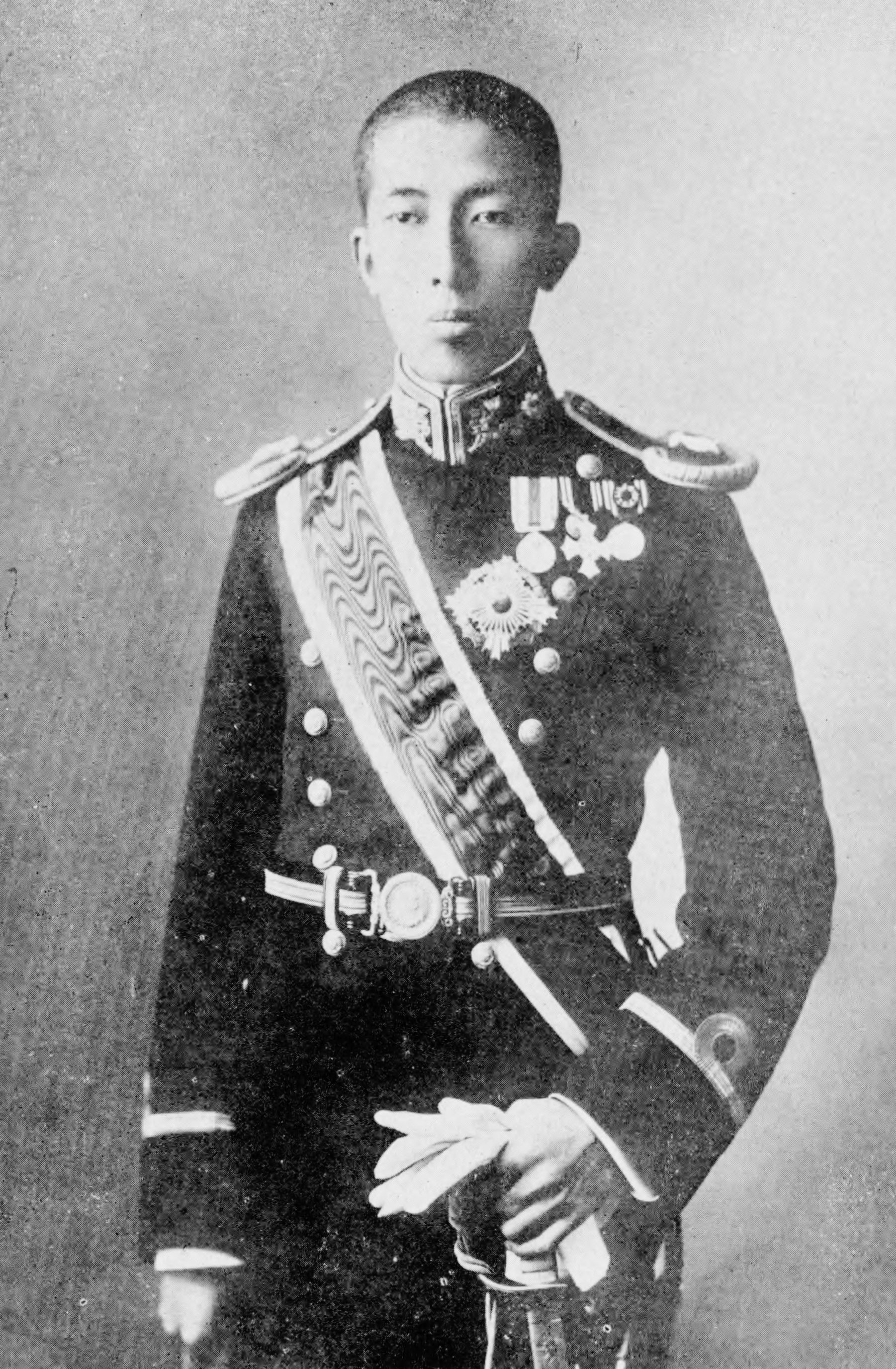
Prince Hiroyoshi Fushimi, héritier
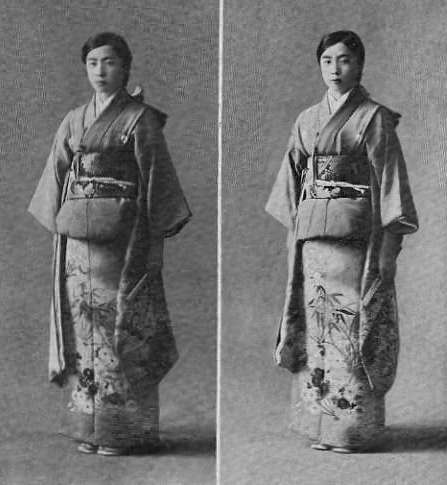
Princesses Atsuko et Tomoko, filles
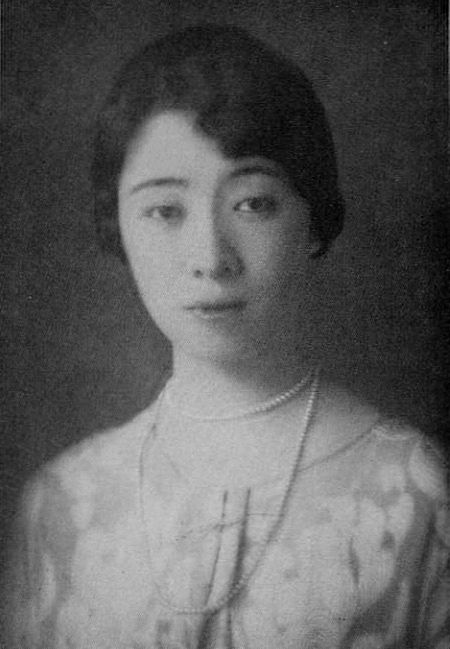
Princesse Fushimi Tomoko, fille